# 宇部事件
宇部事件（うべじけん）は、山口県宇部市で発生した事件。
1948年（昭和23年）12月9日、約200名の朝鮮人が宇部市民会館に参集し生活擁護人民大会を開催していた際に、在日本朝鮮人連盟山口県本部委員長（当時手配中）を進駐軍憲兵および警察隊が逮捕した。大会参加者は集団的に同被疑者を奪還しようとして警察側と衝突し、双方に多数の負傷者が出る騒ぎとなったが、警察側の発砲によって鎮圧された。